# Katrin Balzer
Katrin Balzer  ist eine deutsche Pflegewissenschaftlerin. Seit 2015 ist sie als Professorin an der Universität zu Lübeck tätig. Dort ist sie Fachbereichsleitung für Pflegeforschung am Institut für Sozialmedizin und Epidemiologie. Seit Juli 2019 ist sie Professorin für Evidenzbasierte Pflege und Sektionsleitung am Universitätsklinikum Schleswig-Holstein.

## Leben
Nach der Ausbildung zur Krankenschwester studierte Balzer Pflegepädagogik an der Humboldt-Universität Berlin. Sie arbeitete für die Fachzeitschrift Pflegezeitschrift und war sieben Jahre lang Chefredakteurin. Balzer schloss ein pflegewissenschaftliches Doktorandenprogramm an der Charité Berlin ab, und wurde dort 2014 zum Thema pflegerische Dekubituseinschätzung promoviert.
Balzer ist „Schriftführendes Vorstandsmitglied“ im Netzwerk Evidenzbasierte Medizin und im Kuratorium des European Pressure Ulcer Advisory Panel (EPUAP)

### Forschungsschwerpunkte
Balzers Forschungsgebiete sind evidenzgestütztes Handeln in der Pflegepraxis, Pflege von Menschen mit kognitiven Einschränkungen und herausfordernden Verhaltensweisen (z. B. bei Demenz, Delir) innovative Technologien in der Pflege und die interprofessionelle Versorgung. Sie unterstützt die akademische Pflegeausbildung in Schleswig-Holstein nach den Vorgaben des Pflegeberufegesetzes.

## Veröffentlichungen (Auswahl)
- Wilfling D, Jäkel K, Steinhäuser J, Balzer K. Effectiveness of communication training programs for multi-professional dementia care: A BEME systematic review [Protocol]. BEME Best Evidence Medical and Health Professional Education, 2017.